# Peristeri (stacja metra)
Peristeri (gr: Περιστέρι) – stacja metra ateńskiego na linii 2 (czerwonej). Została otwarta 6 kwietnia 2013. Znajduje się na terenie miasta Peristeri.